# 長法寺 (村上市)
長法寺は、新潟県村上市寺町にある日蓮宗の寺院で山号は遠壽山という。旧本山は村上経王寺（六条門流）。付近は寺町で経王寺、妙法寺などがある。

## 歴史
文禄元年（1592年）善住院日遥の開山により猿沢（現在の朝日地区）に創建された。『村上寺社旧例記』によると隣寺の経王寺の末寺という。その後現在地に移転したとみられる。

## 境内
- 本堂　柱材等は天保年間（1830年－1844年）に解体された村上城の居館の払い下げをうけその旧材を使用したと伝わる。

## 歴代
- 善住院日遥